# チャド・ベル
チャドウィック・ミカ・ベル（Chadwick Micah Bell, 1989年2月28日 - ）は、アメリカ合衆国テネシー州ノックスビル出身の元プロ野球選手（投手）。左投右打。

## 経歴

### プロ入り前
高校時代に2007年のMLBドラフト25巡目（全体761位）でミルウォーキー・ブルワーズから、大学時代に2008年のMLBドラフト37巡目（全体1131位）でクリーブランド・インディアンスから指名されたが、いずれも契約を拒否している。

### プロ入りとレンジャーズ傘下時代
2009年のMLBドラフト14巡目（全体424位）でテキサス・レンジャーズから指名されプロ入り。
2011年まではA級以下でプレー。
2012年にAA級フリスコ・ラフライダーズに昇格して2勝を挙げ、更にAAA級ラウンドロック・エクスプレスに昇格して5勝を挙げた。
2013年はトミー・ジョン手術からのリハビリのため公式戦での登板はなかった。
2014年に復帰し、この年はA+級マートルビーチ・ペリカンズで6勝3敗、2015年はAA級フリスコ・ラフライダーズで7勝13敗の成績を挙げた。
2016年はAAA級ラウンドロック・エクスプレスで開幕を迎え、後述の移籍までに5試合に登板して1勝0敗、防御率1.50の好成績を挙げていた。

### タイガース時代
2016年5月3日にボビー・ウィルソンとのトレードでデトロイト・タイガースへ移籍した。移籍後は傘下のAAA級トレド・マッドヘンズでプレーした。この年は移籍前と合わせてマイナーで33試合 (先発12試合) に登板して11勝4敗、防御率3.29の成績を記録した。オフに40人枠に登録された。
2017年は、開幕はAAA級トレドで迎えたが、5月1日にメジャーに昇格し、10日にメジャーデビューを果たした。この年はメジャーで28試合に登板 (先発4試合) して0勝3敗、防御率6.93の成績を記録した。
2018年はメジャーで3試合に登板したが、0勝1敗、防御率8.59と不振のため、5月12日にDFAとなった。

### ブレーブス傘下時代
2018年5月15日にウェイバー公示を経てアトランタ・ブレーブスへ移籍した。8月10日にメジャーに昇格したが、登板することなく翌日に再びマイナーに降格した。21日にマイナー契約となり、AAA級グウィネット・ストライパーズへ送られた。オフにFAとなった。

### ハンファ時代
2018年11月13日にKBOリーグのハンファ・イーグルスと1年40万ドルで契約した。
2019年は先発の一角として29試合に登板して11勝10敗、防御率3.50の成績を記録した。オフの11月17日に1年60万ドルで再契約した。
2020年は成績不振と故障により2勝にとどまり、シーズン途中の10月6日にウェーバー公示され、10月13日に自由契約選手となった。

### 現役引退後
2022年7月、ジョージア州立大学野球部の投手コーチ補佐に就任した。

## 詳細情報

### 年度別投手成績
| 年 度    | 球 団    | 登 板 | 先 発 | 完 投 | 完 封 | 無 四 球 | 勝 利 | 敗 戦 | セ 丨 ブ | ホ 丨 ル ド | 勝 率 | 打 者 | 投 球 回 | 被 安 打 | 被 本 塁 打 | 与 四 球 | 敬 遠 | 与 死 球 | 奪 三 振 | 暴 投 | ボ 丨 ク | 失 点 | 自 責 点 | 防 御 率 | W H I P |
| -------- | -------- | ----- | ----- | ----- | ----- | -------- | ----- | ----- | -------- | ----------- | ----- | ----- | -------- | -------- | ----------- | -------- | ----- | -------- | -------- | ----- | -------- | ----- | -------- | -------- | ------- |
| 2017     | DET      | 28    | 4     | 0     | 0     | 0        | 0     | 3     | 0        | 1           | .000  | 293   | 62.1     | 81       | 12          | 31       | 3     | 3        | 57       | 1     | 0        | 49    | 48       | 6.93     | 1.80    |
| 2018     | DET      | 3     | 0     | 0     | 0     | 0        | 0     | 1     | 0        | 0           | .000  | 36    | 7.1      | 14       | 1           | 2        | 1     | 0        | 7        | 0     | 0        | 7     | 7        | 8.59     | 2.18    |
| 2019     | ハンファ | 29    | 29    | 0     | 0     | 0        | 11    | 10    | 0        | 0           | .524  | 749   | 177.1    | 169      | 14          | 63       | 0     | 10       | 134      | 8     | 0        | 73    | 69       | 3.50     | 1.31    |
| 2020     | ハンファ | 16    | 16    | 0     | 0     | 0        | 2     | 8     | 0        | 0           | .200  | 346   | 77.0     | 85       | 10          | 33       | 1     | 5        | 61       | 3     | 0        | 54    | 51       | 5.96     | 1.56    |
| MLB：2年 | MLB：2年 | 31    | 4     | 0     | 0     | 0        | 0     | 4     | 0        | 1           | .000  | 329   | 69.2     | 95       | 13          | 33       | 4     | 3        | 64       | 1     | 0        | 56    | 55       | 7.11     | 1.84    |
| KBO：2年 | KBO：2年 | 45    | 45    | 0     | 0     | 0        | 13    | 18    | 0        | 0           | .419  | 1095  | 254.1    | 254      | 24          | 98       | 1     | 15       | 195      | 11    | 0        | 127   | 120      | 4.25     | 1.38    |

### 背番号
- 64 (2017年 - 2018年)
- 48 (2019年 - 2020年)